# Jarl Christerson
Jarl Casimir Eugène Christerson, född 2 oktober 1833 i Karlskrona, död 7 november 1922 i Mariefred, var en svensk sjömilitär, som var chef för sjöförsvarsdepartementet 1892–1898. Han var svärfar till Ivar Nordenfelt och Harry von Eckermann.
Christerson blev student vid Lunds universitet 1850 och utnämndes 1853 till sekundlöjtnant vid flottan, genomgick artilleriläroverket vid Marieberg och var 1863–64 i fransk örlogstjänst. Han blev kapten vid skärgårdsartilleriet 1867 samt befordrades 1882 till kommendörkapten och 1889 till kommendör vid kungliga flottan. Christerson var 1874–75 ledamot av sjöförsvarsdepartementets militärisktekniska byrå och beordrades 1887 samt 1891 till Frankrike och England i sjöartilleristiska uppdrag. Sedan han 1884–92 varit chef för marinförvaltningens artilleriavdelning, kallades han 16 december 1892 till statsråd och chef för sjöförsvarsdepartementet i regeringen Boström I efter Carl Gustaf von Otter. Samtidigt utnämndes Christerson till konteramiral. Den 21 oktober 1898 lämnade han regeringen och utnämndes i sammanhang därmed till viceamiral i flottans reserv. Han var ledamot av 1892 års sjökrigsmaterielkommitté. Christerson utgav Handbok i sjöartilleri (1881). Han invaldes som ledamot av Örlogsmannasällskapet 1876 (hedersledamot 1893) och av Krigsvetenskapsakademien 1877. Christerson blev riddare av Vasaorden 1871, av Svärdsorden 1878 och av Carl XIII:s orden 1905 samt kommendör av andra klassen av Svärdsorden 1892, kommendör av första klassen av samma orden 1893 och kommendör med stora korset 1896. Han är begravd på Norra begravningsplatsen utanför Stockholm.